# Rowena Spencer
Rowena Spencer (3 de julio de 1922 - 13 de mayo de 2014), fue una médica estadounidense especializada en cirugía pediátrica en un momento en que era inusual que una mujer se convirtiera en cirujana. Fue la primera mujer interna en cirugía en el Hospital Johns Hopkins, la primera mujer nombrada para el personal de cirugía a tiempo completo en la Universidad Estatal de Louisiana, y la primera cirujana en Louisiana.

## Carrera profesional
Spencer ejerció en el Hospital Universitario de Tulane de 1968 a 1977, después de lo cual mantuvo un consultorio privado hasta su jubilación en 1984. Era conocida por ser muy devota de los bebés a quienes cuidaba, a menudo durmiendo en el hospital para controlar a sus pacientes. 'condición después de la cirugía.
En 1990, Spencer comenzó a investigar sobre gemelos unidos y se convirtió en una de las principales autoridades mundiales en el tema. Más tarde publicó un libro sobre el tema, titulado Conjoined Twins: Developmental Malformations and Clinical Implications. También ayudó a separar cuatro grupos de gemelos unidos.
En 1999, Spencer fue honrada por la Asociación de Antiguos Alumnos de la Universidad Johns Hopkins con el Distinguished Alumnus Award.